# 羅茨特克利山
46°46′40″N 8°25′32″E / 46.77766°N 8.425675°E

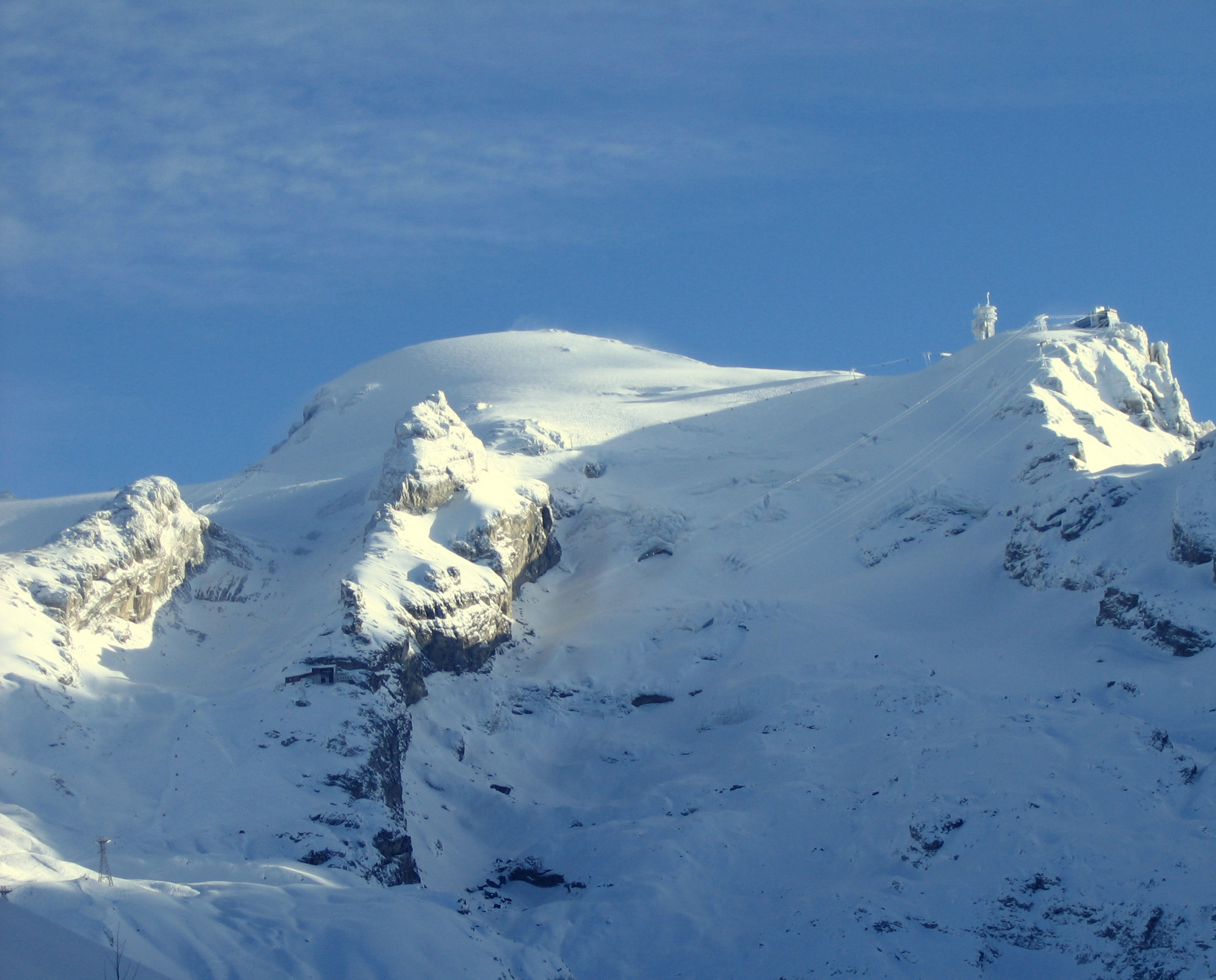

羅茨特克利山（Rotstöckli），是瑞士的山峰，位於該國中部，處於下瓦爾登州和上瓦爾登州接壤的邊界，屬於烏里山的一部分，海拔高度2,901米，每年平均降雨量2,465毫米。